# Adalto Batista da Silva
Adalto Batista da Silva (Votuporanga, 30 augustus 1978) is een voormalig Braziliaans voetballer.

## Carrière
Adalto speelde tussen 1997 en 2006 voor Santo André, Palmeiras, Nacional, Consadole Sapporo, Samsunspor, Guarani en Vitória.